# Bricciuskapelle (Heiligenblut)

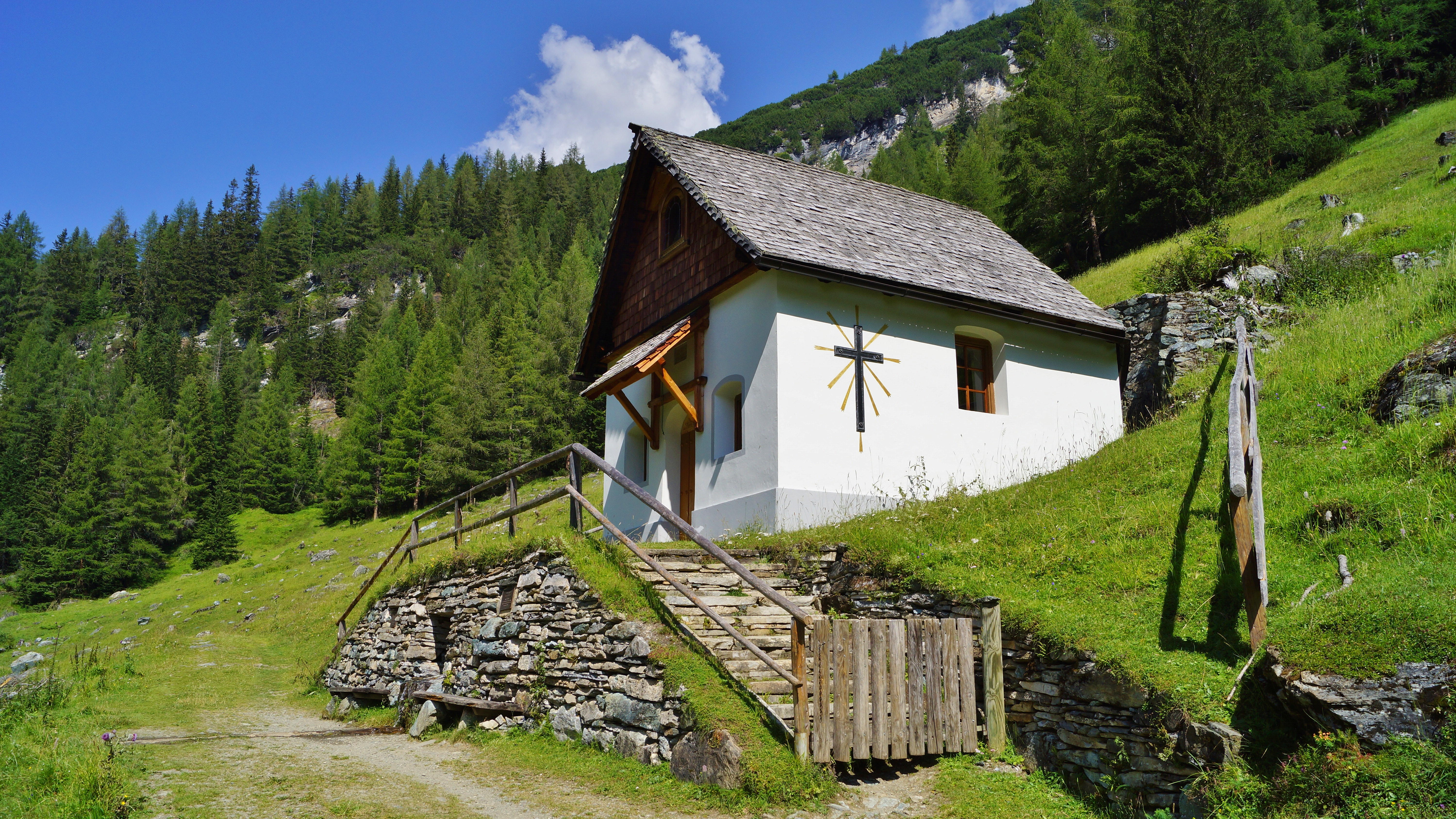
Bricciuskapelle von Süden

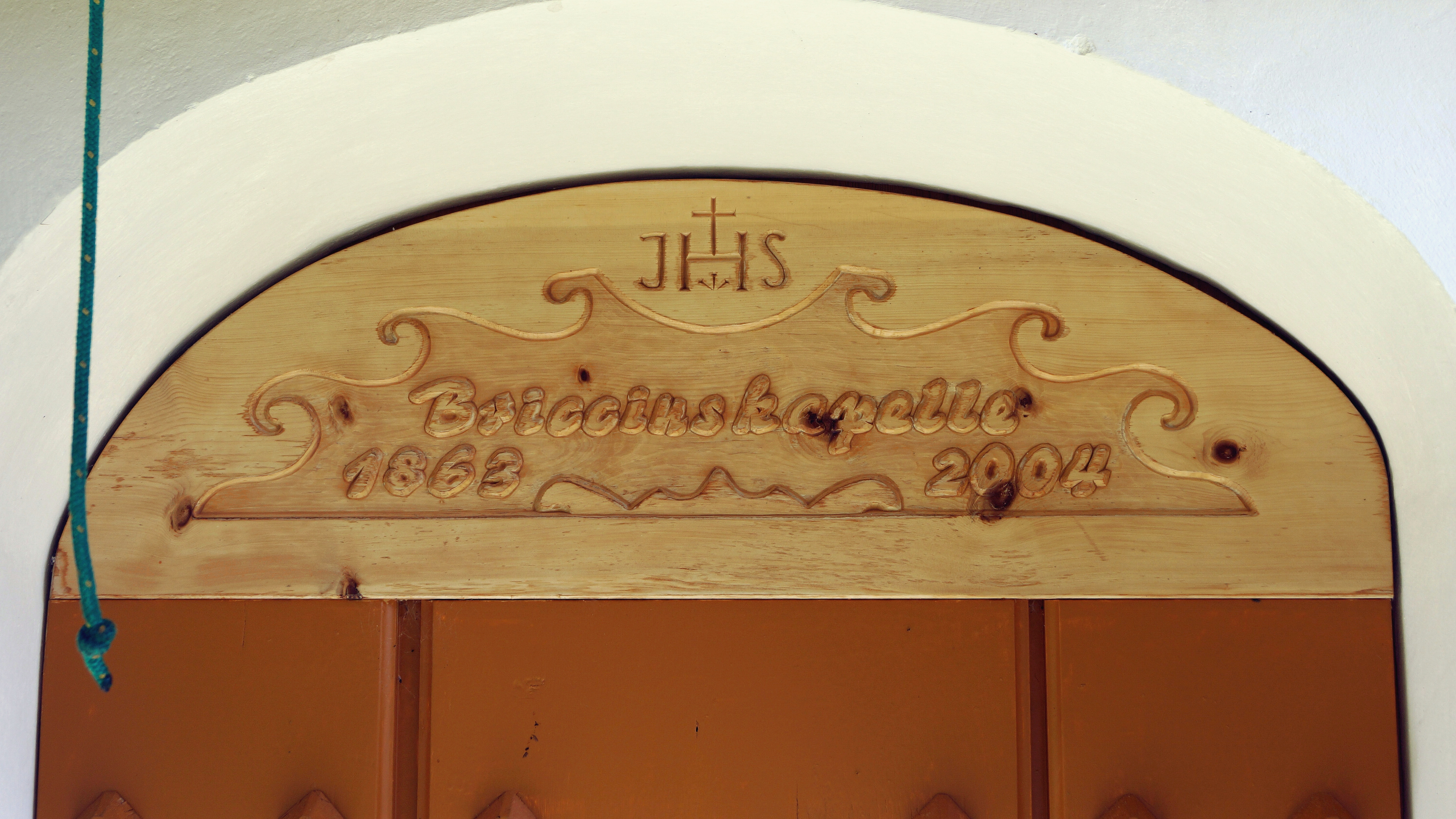
Eingangsbeschriftung

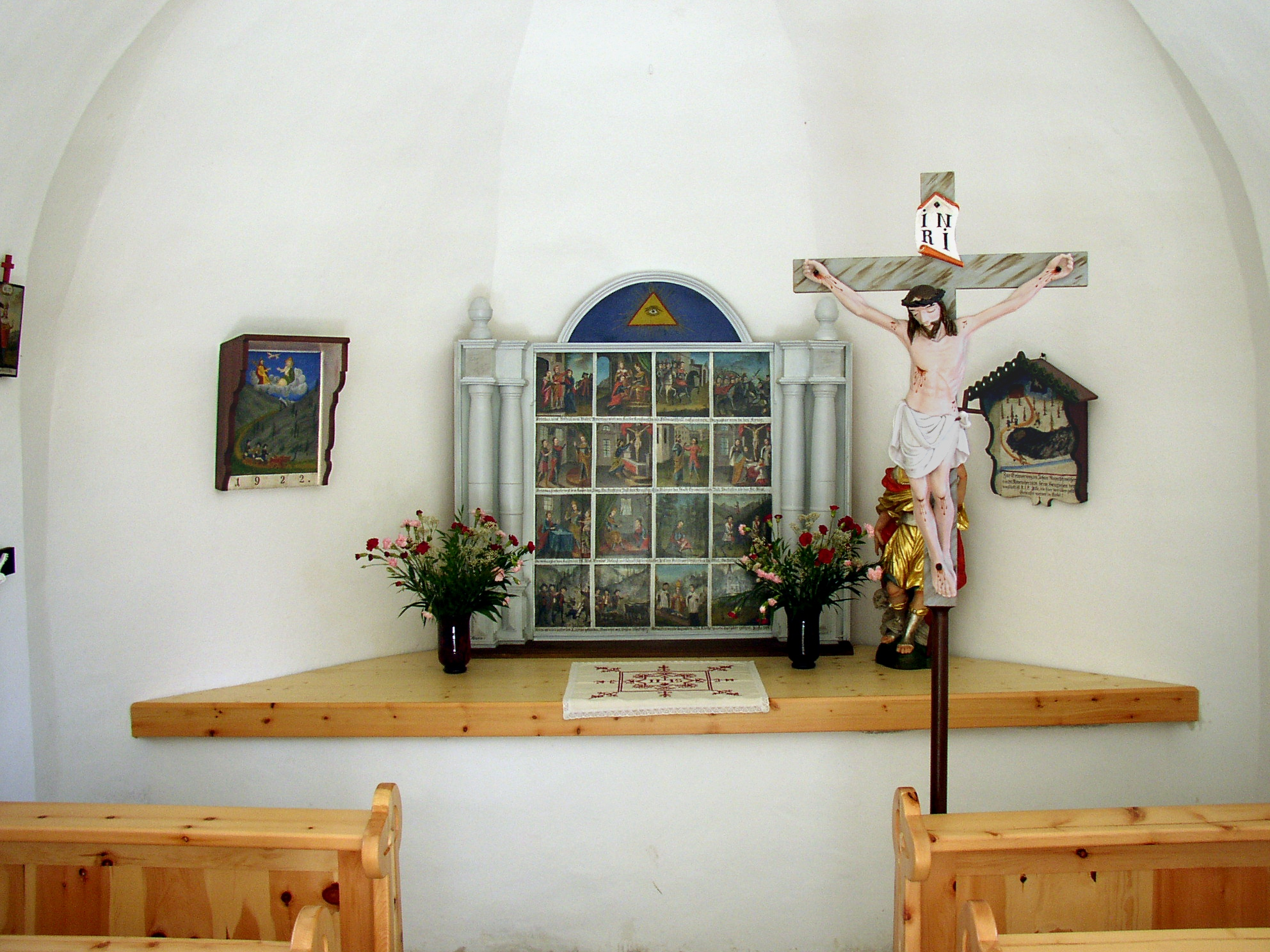
Altar

Die Bricciuskapelle steht im oberen Mölltal bei Heiligenblut am Großglockner in Kärnten, Österreich. Sie liegt auf 1629 m Höhe oberhalb der Kräuterwand auf der Sattelalpe am Alpenblumensteig, der von Heiligenblut zum Glocknerhaus führt. Namensgeber der Kapelle ist eine als Heiliger verehrte legendenhafte Gestalt. Die Kapelle steht unter Denkmalschutz (Listeneintrag).

## Geschichte
Eine Bricciuskapelle wird erstmals im Jahr 1271 urkundlich erwähnt, aber der heutige Bau stammt aus dem Jahr 1872.

## Merkmale
Es ist ein kleiner Rechteckbau mit 3/8-Schluss und Stichkappengewölbe. Das barocke Altarbild zeigt 16 Darstellungen aus der Bricciuslegende (siehe unten).

## Die Legende von Briccius
Der Legende nach wurde der dänische Prinz Briccius im Jahr 914 an der Stelle der heutigen Bricciuskapelle beim Versuch einer Alpenüberquerung von einer Lawine verschüttet. Er führte eine Ampulle mit dem Blut von Jesus Christus mit sich, das aus einem Bildnis des Gekreuzigten in der Sophienkirche von Konstantinopel geflossen sein soll. Bauern fanden zu Weihnachten 914 beim Heuziehen bei der jetzigen Bricciuskapelle mitten im Schnee drei grüne Ähren. Sie entdeckten daraufhin den Leichnam des Prinzen und die Ampulle mit dem Blut, die seitdem in der Kirche von Heiligenblut aufbewahrt wird.

## Wissenschaftliche Interpretation der Legende
Es gibt keinen Beleg dafür, dass Briccius wirklich lebte. Der Name ist aber die lateinische Version von Friedrich. So hießen mehrere Bischöfe von Salzburg im Hochmittelalter, die damals Besitzungen im oberen Mölltal hatten. Möglicherweise stammt die Bricciuslegende aus dieser Zeit. Hierzu passt, dass sich erst mit der Einführung der Transsubstantiationslehre und des Fronleichnamsfestes im 13. Jahrhundert angebliche Blut-Christi-Reliquien häufen.
Die Bricciuskapelle wurde über der Bricciusquelle gebaut. Ihr Wasser soll heilende Eigenschaften besitzen und insbesondere bei Augenleiden helfen. Deshalb liegt die Vermutung nahe, dass sie über einem heidnischen Quellheiligtum errichtet und nun einer als christlicher Heiliger verehrten Gestalt gewidmet wurde. Das war im Mittelalter eine durchaus häufige Vorgehensweise bei der Christianisierung von Quellen.